# Marina Vlady
Marina de Poliakoff-Baidaroff, mais conhecida como Marina Vlady (Clichy, 10 de maio de 1938) é uma atriz francesa.
Em 1963, ela recebeu o prêmio de Melhor Atriz no Festival de Cannes por seu trabalho em Una storia moderna: l'ape regina.
Foi casada com o poeta russo Vladimir Vysotsky de 1969 até a sua morte em 1980. também foi casada com o ator e diretor Robert Hossein, de 1950 a 1955.